# موتور أفضل ناروئي (بمبور الغربي)
موتور أفضل ناروئي (بالإنجليزية: Mowtowr-e Afzal Naruyi)‏ هي منطقة سكنية تقع في إيران في سيستان وبلوتشستان.